# Ksar Tounket
Ksar Tounket est un ksar de Tunisie situé dans le gouvernorat de Tataouine.

## Localisation
Le ksar de forme ronde, qu'Abdesmad Zaïed classe parmi les « ksour berbères de crêtes », est situé sur un piton calcaire dans une position défensive. D'un diamètre de 45 mètres, il abrite quatre anciennes huileries.
La mosquée de Bouhaouach, des huileries et des habitations troglodytes se trouvent à proximité.

## Histoire
Le site est ancien, Kamel Laroussi estimant sa fondation à 1730.
Le 10 janvier 2020, le gouvernement tunisien propose le site pour un futur classement sur la liste du patrimoine mondial de l'Unesco. Le 21 janvier 2021, un arrêté en fait un monument classé.

## Aménagement
Le ksar compte environ 130 ghorfas, dont 50 effondrées, presque toutes réparties sur trois étages. L'accès s'effectue par une seule entrée couverte (skifa) encore en bon état.
Le site se dégrade, le délabrement débutant par le mur d'enceinte.